# 王寵 (正德進士)
王寵（1475年—？年），字天錫，南直隶徽州府歙縣巖鎮人，民籍。明朝政治人物。

## 生平
治《春秋》，行二，由國子生中式弘治十四年（1501年）應天府鄉試第三十七名舉人，年三十四歲中式正德三年（1508年）戊辰科會試第二百七十名，第二甲第五十名進士。授工部都水司主事，曾在济宁州被刘六叛军所擒，后被释放。官至刑部员外郎。

## 家族
曾祖王斌，监生。祖王永良。父王瑗，遇例冠帶。母吴氏。具庆下，兄定、弟宸。